# 静岡県災害拠点病院
静岡県災害拠点病院（しずおかけんさいがいきょてんびょういん）は、静岡県にある災害時の救急医療の拠点となる災害拠点病院。

## 概要
県内や近県で災害が発生し、通常の医療体制では被災者に対する適切な医療を確保することが困難な状況となった場合に、静岡県知事の要請により傷病者の受け入れや医療救護班の派遣等を行う。

## 拠点病院の条件
- 建物が耐震耐火構造であること。
- 資器材等の備蓄があること。
- 応急収容するために転用できる場所があること。
- 応急用資器材、自家発電機、応急テント等により自己完結できること。（外部からの補給が滞っても簡単には病院機能を喪失しないこと）
- 近接地にヘリポートが確保できること。

## 病院一覧
| 病院名                                           | 住所                             | DMAT | 救命 | 2次医療圏 |
| ------------------------------------------------ | -------------------------------- | ---- | ---- | --------- |
| 伊東市民病院                                     | 伊東市岡196-1                    | ○    | ×    | 熱海伊東  |
| 国際医療福祉大学熱海病院                         | 熱海市東海岸町13-1               | ○    | ×    | 熱海伊東  |
| JCHO三島総合病院                                 | 三島市谷田字藤久保2276           | ×    | ×    | 駿東田方  |
| 順天堂大学医学部附属静岡病院                     | 伊豆の国市長岡1129番地           | ○    | ○    | 駿東田方  |
| 沼津市立病院                                     | 沼津市東椎路字春ノ木550          | ○    | ○    | 駿東田方  |
| 国立病院機構静岡医療センター                     | 駿東郡清水町長沢762-1            | ○    | ×    | 駿東田方  |
| 富士宮市立病院                                   | 富士宮市錦町3番1号               | ○    | ×    | 富士      |
| 富士市立中央病院                                 | 富士市高島町50                   | ○    | ×    | 富士      |
| 静岡市立清水病院                                 | 静岡市清水区宮加三1231           | ○    | ×    | 静岡      |
| 静岡県立総合病院（基幹）                         | 静岡市葵区北安東4丁目27番1号     | ○    | ○    | 静岡      |
| 静岡済生会総合病院                               | 静岡市駿河区小鹿1丁目1番1号      | ○    | ○    | 静岡      |
| 静岡赤十字病院                                   | 静岡市葵区追手町8-2              | ○    | ○    | 静岡      |
| 静岡市立静岡病院                                 | 静岡市葵区追手町10番93号         | ○    | ×    | 静岡      |
| 市立島田市民病院                                 | 島田市野田1200番地の5            | ○    | ×    | 志太榛原  |
| 焼津市立総合病院                                 | 焼津市道原1000番地               | ○    | ×    | 志太榛原  |
| 藤枝市立総合病院                                 | 藤枝市駿河台4-1-11               | ○    | ○    | 志太榛原  |
| 掛川市・袋井市病院企業団立中東遠総合医療センター | 掛川市菖蒲ヶ池1番地の1           | ○    | ◯    | 中東遠    |
| 磐田市立総合病院                                 | 磐田市大久保512番地3             | ○    | ○    | 中東遠    |
| 浜松医療センター                                 | 浜松市中央区富塚町328            | ○    | ○    | 西部      |
| 総合病院聖隷浜松病院                             | 浜松市中央区住吉2-12-12          | ○    | ○    | 西部      |
| 総合病院聖隷三方原病院                           | 浜松市中央区三方原町3453         | ○    | ○    | 西部      |
| 浜松医科大学医学部附属病院                       | 浜松市中央区半田山1丁目20番地1号 | ○    | ×    | 西部      |
| 浜松赤十字病院                                   | 浜松市浜名区小林1088-1           | ○    | ×    | 西部      |